# Thurles
Thurles (iriska: Durlas eller Durlas Eile) är ett samhälle i Tipperary i Republiken Irland. Thurles hade år 2004 ungefär 8 000 invånare. Thurles ligger vid floden Suir.
Samhället är känt som platsen där Gaelic Athletic Association grundlades år 1884.
Thurles vänskapsstäder är Bollington i England och Salt Lake City i Utah, USA.